# Frechilla de Almazán
Frechilla de Almazán è un comune spagnolo di 45 abitanti situato nella comunità autonoma di Castiglia e León.